# Jardim Helena
Jardim Helena é um distrito situado na Zona Leste do município de São Paulo e pertencente à Subprefeitura de São Miguel Paulista.
O distrito de Jardim Helena foi beneficiado com a construção da Estação Jardim Helena–Vila Mara da CPTM. O distrito possui também as estações Itaim Paulista e Jardim Romano (parte norte, pois a parte sul dessas estações pertencem ao distrito de Itaim Paulista). Esse projeto fez parte da modernização da Linha 12 da CPTM e beneficiou outras estações da linha.

## Demografia
Evolução demográfica do distrito do Jardim Helena

## Distritos e municípios limítrofes
- Guarulhos (Norte)
- Itaquaquecetuba (Leste)
- Itaim Paulista e Vila Curuçá (Sul)
- São Miguel Paulista (Oeste)